# Língua mangbetu
Mangbetu, ou Nemangbetu, é uma das línguas sudanesas centrais que tem mais falantes, sendo faada pelo Mangbetus do nordeste do Congo. A língua e seus falantes, também são conhecidos como  Amangbetu, Kingbetu, Mambetto.  O dialeto mais populoso, e o mais amplamente compreendido, é chamado de Medje. Outros são Aberu (Nabulu), Makere, Malele, Popoi (Mapopoi). O mais divergente é o Lombi; Ethnologue o trata como uma linguagem distinta. Cerca de metade da população fala  Bangala, uma língua comercial semelhante a  Lingala, e nas áreas do sul alguns falam  Suaíle.
Os Mangbetu vivem em associação com os pigmeus Asoa, e as línguas são intimamente relacionados.

## Dialetos
Dialetos e locais de Mangbetu listados por Demolin (1992):
- Mangbetu propriamente dito  é falado ao norte de Isiro, na sub-região de Haut-Uele e ao norte do rio Bomokandi. Pode ser encontrada em Nangazizi e Rungu nas Subdivisões da República Democrática do Congo de Azanga, Ganga na coletivité de Okondo , Tapili no collectivité de Mangbetu, Medanoma na collectivité de Mangbele, em Ndei collectivité ao norte de Isiro, e em Mboli collectivité perto de Goa.
- Medje  ( Mɛdʒɛ ) é falado ao sul de Isiro, ao redor de Medje em Mongomassi e Medje collectivités, e também nas collectivités  da etnia Mangbetu de Azanga e Ndei.
- Makere  é falado em torno de Zobia na sub-região de Bas-Uele.
- Malele  é falado em Poko Territory [2] - nas áreas de Balele, Niapu e Kisanga.
- Mapopoi  é falado em Panga e no rio Aruwimi.
- Nabulu  é falado em Bafwasamoa, 15 km ao norte de Nia-Nia.
- Lombi  é falado no Território de Bafwasende [2] - em Barumbi, próximo ao rio Opienge, e no Parque Nacional de Maiko.

## Fonologia

### Consoantes
|            | bilabial    | labio-dental | alveolar    | pós-alveolar | retroflexa | palatal | velar       | labial-velar | glottl |
| ---------- | ----------- | ------------ | ----------- | ------------ | ---------- | ------- | ----------- | ------------ | ------ |
| nasal      | m           |              | n           |              |            |         | ŋ           |              |        |
| oclusiva   | p, b, ɓ, ᵐb |              | t, d, ɗ, ⁿd |              |            |         | k, g, ɠ, ᵑɡ | k͡p, ɡ͡b, ᵑ͡ᵐɡ͡b |        |
| africada   |             |              |             | t̠ʃ, d̠ʒ       |            |         |             |              |        |
| sibilante  |             |              | s, z, ⁿz    |              |            |         |             |              |        |
| fricativa  | ɸ, β        | f, v, ᶬv     |             |              |            |         |             |              | h      |
|            |             | l            |             |              | j          | w       |             |              |        |
| vibrante 1 |             | ⱱ            |             |              | ɽ          |         |             |              |        |
| vibrante 2 | ʙ̥, ʙ        |              |             |              |            |         |             |              |        |

Common allophones occur for /p/ as [pʷ], /b/ as [bʷ], /g/ as [ɡʲ] and /k͡p/ as [k͡pʷ]. The language also contains the poorly attested phonemes /ŋɡʲ/, /dr/, and /ndr/.

### Vogais
|           | aberta | meio-aberta | média | quase fechada | fechada |
| --------- | ------ | ----------- | ----- | ------------- | ------- |
| anterior  | a      | ɛ           | e     | ɪ             | i       |
| posterior |        | ɔ           | o     | ʊ             | u       |

### Outras características
Uma característica incomum de Mangbetu é que a presença de uma bilabial vibrante sonora e uma surdao, bem como uma labial também vibrante.
 [nóʙ̥ù] "prevelar"
 [nóʙù] " abanar"
 [nómʙù] " incluir"
 [nóⱱò] "defecar"
 [nóʙò] "engordar"
As labiais vibrantenão estão particularmente associadas a vogais posteriores ou pré-nasalização, tem seu desenvolvimento como em algumas línguas americanas.
[éʙ̥ì] "saltando como um leopardo"
[nɛʙàʙá] "tipo de solo"